# Pangrapta flavomacula
Pangrapta flavomacula är en fjärilsart som beskrevs av Otto Staudinger 1888. Pangrapta flavomacula ingår i släktet Pangrapta och familjen nattflyn. Inga underarter finns listade i Catalogue of Life.